# Phegopteris philippinensis
Phegopteris philippinensis là một loài thực vật có mạch trong họ Thelypteridaceae. Loài này được (Fée) Mett. miêu tả khoa học đầu tiên năm 1858.